# Werner Marx (Generalvikar)
Werner Marx (* 20. Oktober 1746 in Elsdorf; † 2. April 1806 in Köln) war Generalvikar des Erzbischofs von Köln.
Marx wurde am 22. September 1770 zum Priester geweiht, danach zum Lic. theol. promoviert. Er wurde Kanoniker an St. Andreas in Köln und Pfarrer der dazugehörigen Pfarrkirche St. Paul. Seit 1786 auch Stiftsdechant, ernannte ihn der Generalvikar Johann Philipp Jakob von Horn-Goldschmidt nach der Flucht vor den Franzosen am 10. Oktober 1794 zum interimistischen Generalvikar für die besetzten Gebiete links des Rheins, worin ihn der Kölner Erzbischof Maximilian Franz von Österreich, nach dem Tod des Generalvikars, am 2. Januar 1797 abermals bestätigte. Nach dem Untergang des Erzbistums und der Aufhebung des Andreasstiftes wurde Marx Dompfarrer in Köln.